# Цори
Цори (ингуш. Цхьори) — древний башенный город-поселение в Ингушетии. Ныне покинутый населённый пункт, расположенный в Джейрахском районе. Административно входит в сельское поселение Гули.
На территории города-поселения «Цори» имеется множество исторических объектов средневековой ингушской архитектуры: 3 боевые башни, 20 жилых башен, а также 12 склеповых могильников и 1 мавзолей. В настоящее время данные объекты и вся территория поселения входят в Джейрахско-Ассинский государственный историко-архитектурный и природный музей-заповедник и находятся под охраной государства.

## География
Цори лежит к востоку от реки Ассы вдоль реки Гулойхи, на высоте 1770 м над уровнем моря.

### Часовой пояс
Село Цори, как и вся Республика Ингушетия, находится в часовой зоне МСК (московское время). Смещение применяемого времени относительно UTC составляет +3:00.

## История
Во второй половине XVIII века (1770-е гг.) немецкий исследователь И. А. Гюльденштедт указал Цори среди общего числа собственно ингушских селений. По названию селения в кавказоведческой литературе первой половины XIX в. закрепилось наименование одного из локальных обществ ингушей — «Цоринское общество»/«цоринцы». Из селения Цори происходит ингушский тейп Цорой (Цороевы), включая его патронимии, в числе которых: Амиевы, Бисаевы/Бисиевы, Бобхоевы, Ганижевы, Дзангиевы/Зангиевы, Дзейтовы, Мякиевы, Могушковы, Татиевы, Хашиевы, Батажевы и другие.
Й. Бларамберг и Ф. Торнау в своих воспоминаниях об осаде Цори во время карательной «экспедиции против Галгаев», предпринятое бароном Розеном в 1832 году из-за сотрудничества ингушей с Кази-Муллой и убийства пристава, описывали сложность взятия одной из башен Цори, в которой забаррикадировались двое галгайцев, отбиваясь от колонны из 3000 солдат в течение 3 дней. После нескольких безуспешных попыток башня заминирована взрывчаткой и разрушена.
Согласно статистическим данным за 1874 год в селении Цори проживало 226 ингушей, мусульманского вероисповедания. 
По данным переписи населения 1926 года в селении Цори проживало всего лишь 47 человек, 22 ингуша и 25 чеченцев, в составе 7 домохозяйств — 4 ингушских и 3 чеченских.

## Галерея

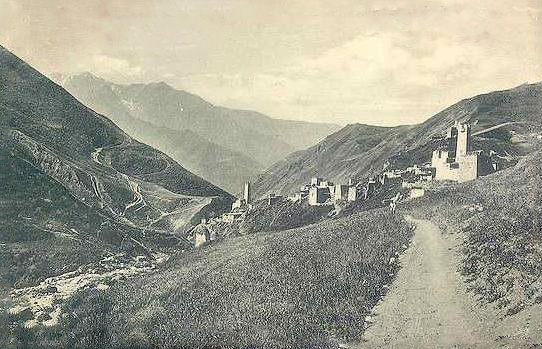
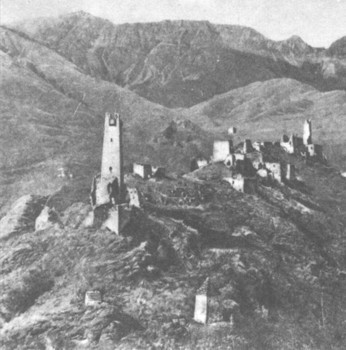
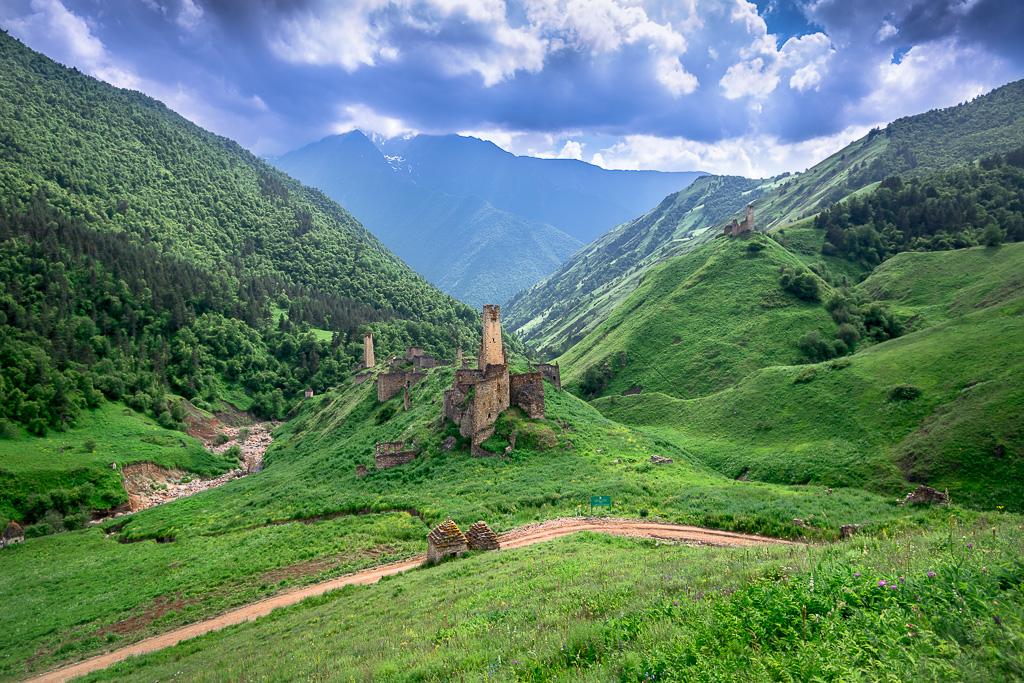
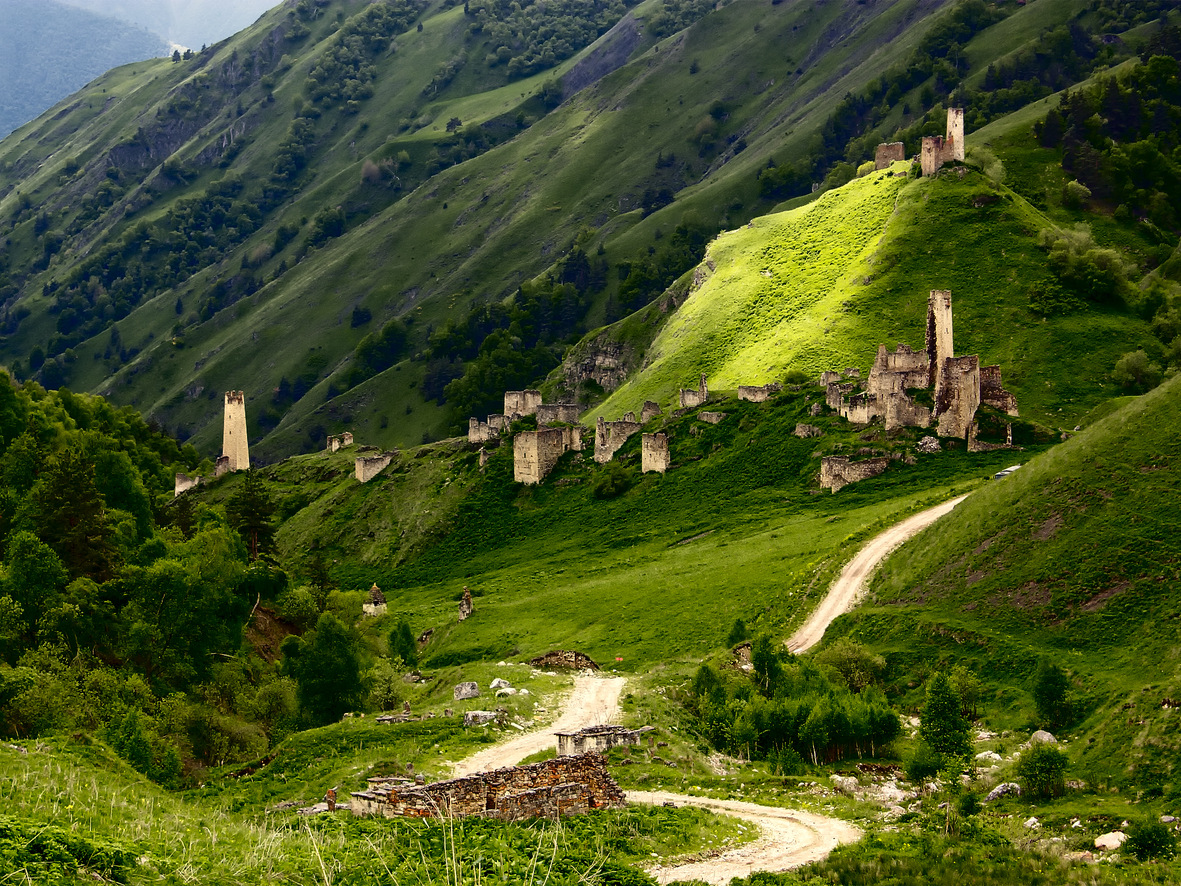
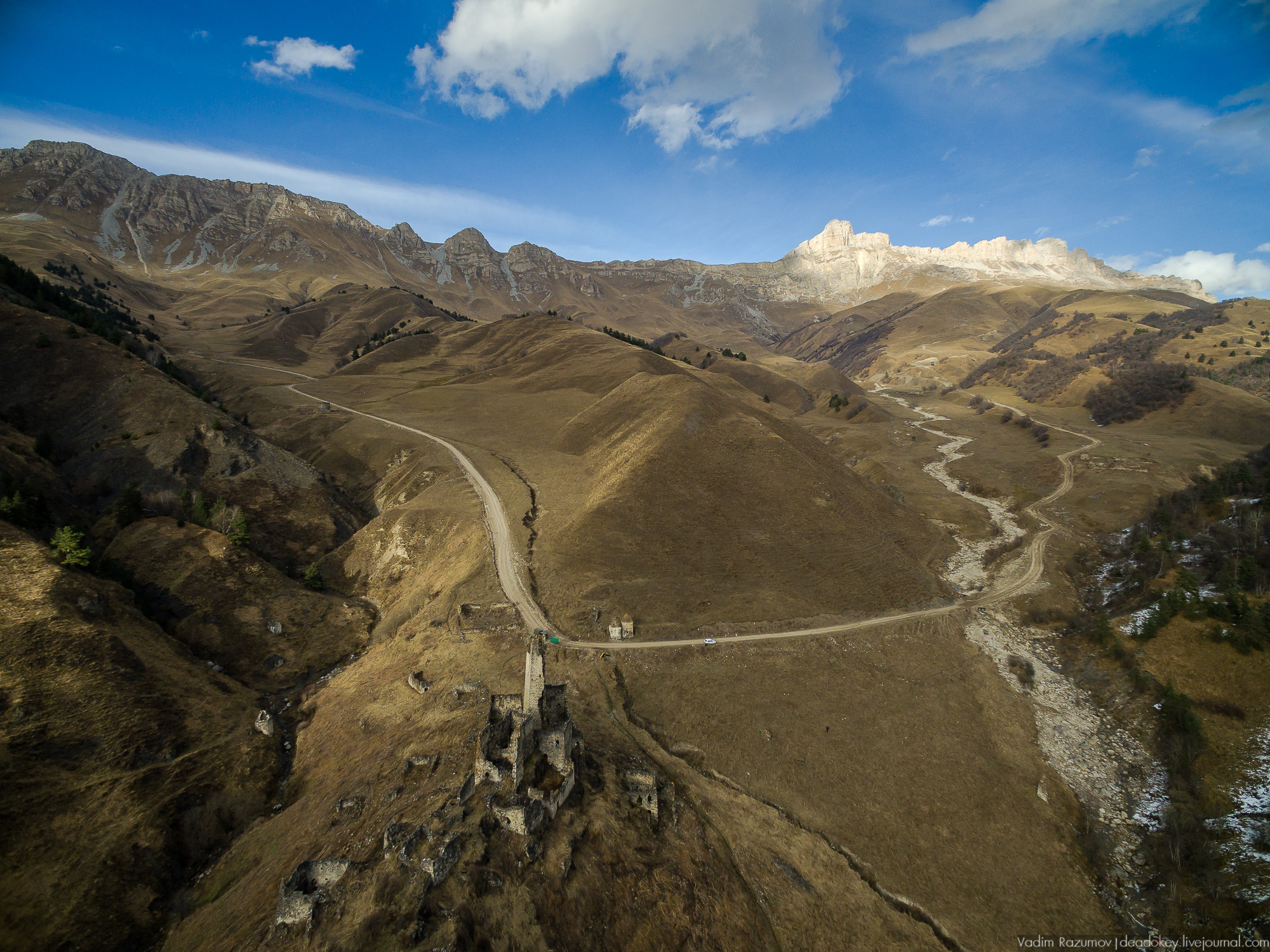